# حملة شمال روسيا

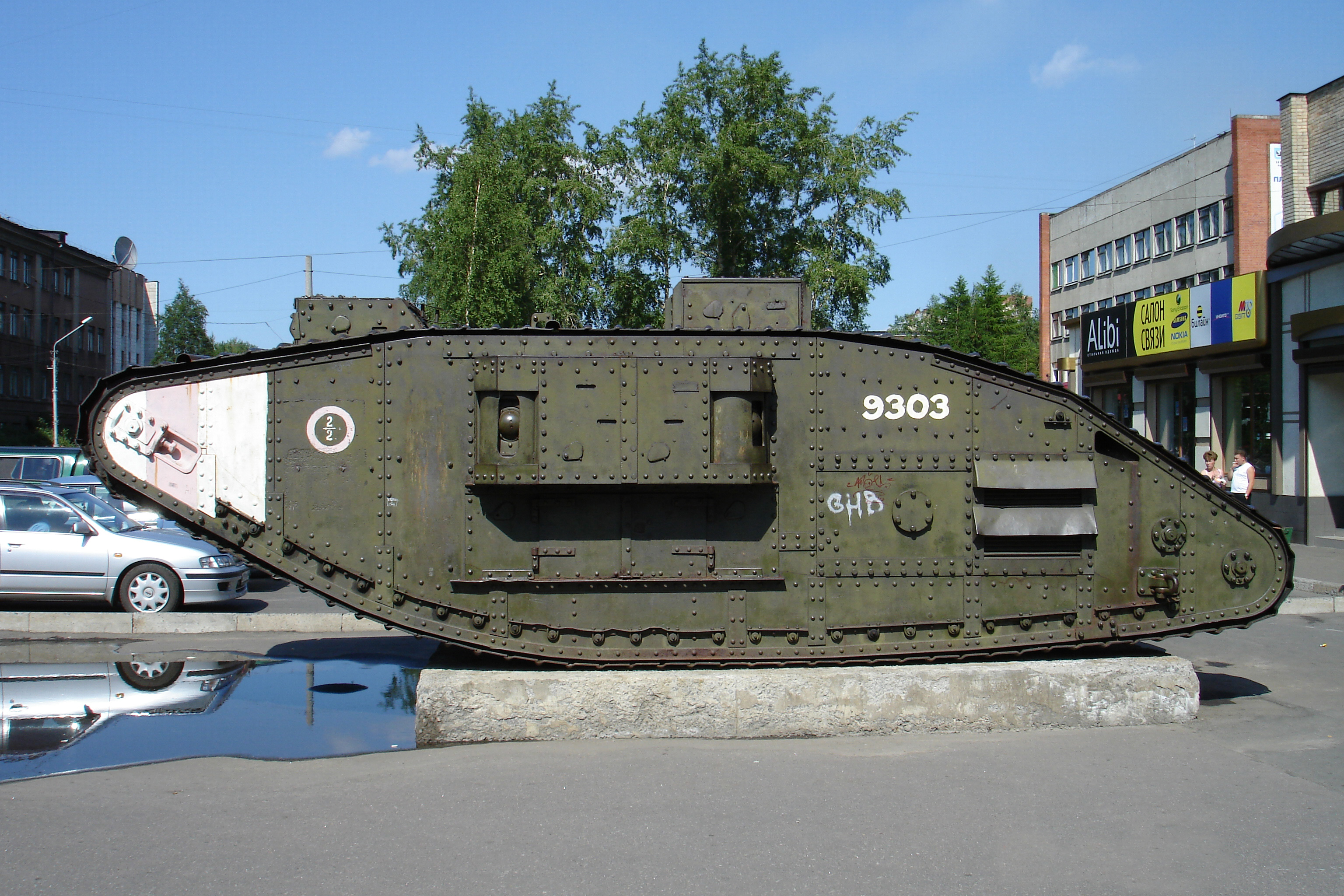
الدبابة البريطانية Mark V التي استولوا عليها في أرخانغلسك.

حملة شمال روسيا (بالإنجليزية:  North Russia Intervention)‏ كانت جزءًا من تدخل الحلفاء في الحرب الأهلية الروسية خلال الثورة البلشفية. تضمنت الحملة إقحام الجيوش الأجنبية في الحرب الأهلية الروسية محاربين إلى جانب الحركة البيضاء. دُحرت الحركة في نهاية المطاف، وانسحبت القوات المتحالفة من شمال روسيا بعد محاربتهم في عدد من الحروب الدفاعية ضد البلشفيين مثل معركة بولشي أوزيركي. امتدت الحملة من شهر يونيو لعام 1918، خلال الأشهر الأخيرة للحرب العالمية الأولى، لغاية أكتوبر من عام 1919.

## أسباب نشوء الحملة
في مارس من عام 1917، وبعد تنازل القيصر الروسي نيقولا الثاني وتكوين حكومة ديموقراطية روسية مؤقتة، دخلت الولايات المتحدة الأميركية كطرف في الحرب العالمية الأولى. أعلنت الولايات المتحدة الأميركية الحرب على القيصرية الألمانية في شهر أبريل (وعلى الإمبراطورية النمساوية المجرية في وقت لاحق) بعد معرفتهم بمحاولة هؤلاء بإقناع المكسيك بالانضمام لدول المركز. تعهدت الحكومة الروسية المؤقتة، بقيادة ألكسندر كيرينسكي، باستمرارها في قتال الإمبراطورية الألمانية على الجبهة الشرقية. في المقابل، زودت حكومة الولايات المتحدة الأميركية حليفتها الروسية بالدعم الاقتصادي والتكتيكي، لتمكينهم من تنفيذ وعدهم العسكري.
سُحقت الحملة الهجومية الروسية في 18 يونيو عام 1917 من قبل الحملة الهجومية المضادة للألمان. عانى الجيش الروسي من التمرد والهروب. تراكم العتاد العسكري المرسل من قبل قوات التحالف في كل من مستودعات مدينة أرخانغلسك (أرشانجيل) وميناء مدينة مورمانسك الخالي من الثلوج. أسست البحرية الملكية سرية شمال روسيا البريطانية، بقيادة الأدميرال كيمب، وذلك من أجل إبقاء روسيا كطرف في الحرب العالمية الأولى.
استلم البلشفيون، بقيادة فلاديمير لينين، مقاليد الحكم في أكتوبر من عام 1917 وأسسوا جمهورية روسيا الاتحادية الاشتراكية السوفيتية. وبعد خمسة أشهر، وقعوا مع ألمانيا على معاهدة برست ليتوفسك، والتي أنهت الحرب على الجبهة الشرقية بشكل رسمي. مكن هذا القوات الألمانية من إعادة توزيع قواتها على الجبهة الغربية، والتي لم تصلها بعد ذلك أية تعزيزات من قوات المشاة البحرية الأميركية للجيوش البريطانية والفرنسية المستنزفة.
تعهد لينين، تزامنًا مع المعاهدة الموقعة، بالسماح للفيلق التشيكوسلوفاكي بالعبور بشكل آمن خلال سيبيريا للانضمام لقوات التحالف في الجبهة الغربية، بشرط أن يبقوا محايدين ويتركوا روسيا وشأنها. مع ذلك، وبالرغم من تمكن 50,000 شخص من الفيلق التشيكوسلوفاكي من العبور من خلال سكة الحديد العابرة لسيبيريا وصولًا لمدينة فالديفوستوك، إلا أن نصفهم فقط وصل لتلك المدينة قبل أن تُلغى الاتفاقية وبُدأ بالقتال مع البلشفيين في شهر مايو من عام 1918. وكان مما أثار قلق القوات المتحالفة هو انتشار بعض من الجنود الألمان في فنلندا في أبريل من عام 1918، مما شكل مخاوف من محاولتهم للسيطرة على سكة الحديد بين مورمانسك وبطرسبرغ وميناء مورمانسك الاستراتيجي وحتى على مدينة أرخانغلسك.
قرر قادة الحكومات البريطانية والفرنسية، وكاستجابة لهذه الأحداث، أن تبدأ القوات المتحالفة في الجبهة الغربية بحملة عسكرية في شمال روسيا. كان لهذه الحملة ثلاثة أهداف رئيسية وهي: حماية مخازن العتاد التابعة لقوات التحالف في مدينة أرخانغلسك من السقوط بأيدي القوات الألمانية أو البلشفية، والقيام بحملة عسكرية هجومية لإنقاذ الفيلق التشيكوسلوفاكي العالق على طول سكة الحديد العابرة لسيبيريا وإحياء الجبهة الشرقية، والقضاء على القوات البلشفية بمساعدة الفيلق التشيكوسلوفاكي، وذلك لزيادة نطاق القوات المعادية للشيوعية والمستمدة من المواطنين المحليين.
طالب البريطانيون والفرنسيون من الرئيس الأميركي وودرو ويلسون، وبسبب النقص الشديد في عدد جنودهم، أن يرسل قطعات من الجيش الأميركي لما سُمي بحملة شمال روسيا أو حملة قوات التحالف في شمال روسيا. وافق ويلسون في يوليو من عام 1918، وعلى النقيض من نصيحة وزارة الحرب الأميركية، على المشاركة بشكل محدود في الحملة من خلال إرسال فرقة من جنود الجيش الأميركي التابعين لفوج المشاة ذو الرقم ثلاثمئة وتسعة وثلاثين، والذين انضموا لقوات المشاة البحرية المرابطة في شمال روسيا، وسُميوا بقوات الدب القطبي للمشاة البحرية. وضع ويلسون مجموعة من التعليمات للتدخل الأميركي عن طريق قوله إن الهدف من إرسال القطعات العسكرية الأميركية هو «لحماية مخازن السلاح العسكرية والتي من الممكن أن تحتاجها القوات الروسية، ومن أجل تقديم المساعدة الضرورية للروسيين بما يمكنهم من تنظيم أمنهم الخاص».

## الوصول لمدينة أرخانغلسك
في الثاني من شهر أغسطس لعام 1918، قامت القوات المناهضة للبلشفية، وتحت قيادة القبطان القيصري جورجي شابلين، بترتيب انقلابٍ ضد الحكومة السوفيتية المحلية في مدينة أرخانغلسك. سافر الدبلوماسيون البريطانيون للمدينة تحضيرًا لاقتحامها، ونسق الجنرال بول الانقلاب مع شابلن. أبحرت السفن الحربية التابعة للتحالف ووصلت إلى الميناء عن طريق البحر الأبيض. أُسست حكومة المنطقة الشمالية من قبل شابلن والرجل الثوري المشهور نيكولاي تشايكوفسكي ولكن عمليًا، أدار الجنرال بول مدينة أرخانغلسك، معلنًا تطبيق القانون العسكري ومانعًا رفع العلم الأحمر، على الرغم من قرار حكومة المنطقة الشمالية برفعه.
تداولت الصحف البريطانية في بداية شهر أغسطس سيطرة قوات التحالف على مدينة أرخانغلسك، إلا أن هذا الخبر لم يُؤكد بشكل رسمي من قبل السلطات البريطانية آنذاك. أُشير في السابع عشر من أغسطس إلى تقدم قوات التحالف ووصولها لشواطئ خليج أونيغا.
تتمثل خطوط التواصل الواقعة شمال مدينة أرخانغلسك بكل من نهر دفينا الشمالي من جهة الشرق، ونهر فاغا وسكة حديد أرغانسلك ونهر أونيغا من جهة الغرب، ويعمل نهر يومتسا كخط للتواصل بين نهر فاغا وسكة الحديد الواقعة في المركز.
استحوذت قوات التحالف على مدينة أوبزيرسكايا، في شهر سبتمبر من عام 1918، والتي تبعد نحو 100 ميل (160 كيلومترًا) عن مدينة أرخانغلسك. وفرت القوة الجوية الروسية دعمًا جويًا لأفواج قوات التحالف أثناء الهجوم من خلال قيامها بطلعات جوية لتمشيط وقصف مجموعة من الأهداف.
أعطيت الأوامر لكتيبة المشاة البريطانية البحرية الملكية السادسة خفيفة السلاح، في يوم 28 من أغسطس لعام 1918، لانتزاع مدينة كويكوري من سيطرة البلشفيين كجزء من هجوم واسع على كاريليا الشرقية من أجل تأمين انسحاب البريطانيين لمدينة مورمانسك. لم يكن هجومهم على القرية متناسقًا مما أدى لقتل ثلاثة من قوات البحرية وجرح 18 منهم، ومن ضمنهم قائد الكتيبة والذي لم يقد الهجوم بشكل نافع على الإطلاق. بعد أسبوع من الهجوم الأول، قامت سريتان من البحرية، يقودهما ضابط برتبة رائد، بمحاولة ثانية للاستحواذ على قرية كويكوري، فيما قامت سرية أخرى بمهاجمة مدينة أوسونا. فشل البريطانيون مجددًا في محاولتهم لاحتلال قرية كويكوري، وقُتل الرائد وأصيب كل من قادة السرايا البحرية بجروح. هُزمت السرية الأخرى من قبل القوات البلشفية على حدود قرية أوسونا، ونتج عن هذه الهزيمة مقتل مساعد قائد الكتيبة بنيران القناصة.
في صباح اليوم التالي، رفضت إحدى السرايا البحرية اتباع الأوامر المتعلقة باحتمالية شن هجوم آخر على القرية، مما دفعها للانسحاب لإحدى القرى الآمنة المجاورة. حوكم ثلاثة وتسعون رجلًا من الكتيبة محاكمةً عسكرية؛ حُكم على 13 منهم بالإعدام فيما تلقى الباقون أحكامًا شديدة من العمل الشاق. أبطلت الحكومة أحكام الإعدام، بعد ضغط شديد من قبل أعضاء مجلس النواب، وخُففت الأحكام بشكل كبير على الأشخاص المُدانين.

## العاقبة
تُرك الجيش الروسي الأبيض الشمالي ليواجه الجيش الأحمر بمفرده. افتقر الجيش الأبيض للانضباط، وبالتالي لم يكن ندًا للجيش الأحمر، مما أدى لهزيمتهم بسرعة بعد بدء الهجوم المضاد عليهم من قبل البلاشفة في شهر ديسمبر من عام 1919.
استسلم العديد من الجنود وأجليت قطعات الجيش المتبقية من مدينة أرخانغلسك في فبراير من عام 1920. في يوم 20 من فبراير لعام 1920، دخل البلشفيون مدينة أرخانغلسك واحتلوا مدينة مورمانسك في يوم 13 من شهر مارس لعام 1920. لم يعد هناك أي وجود للحكومة البيضاء في المنطقة الشمالية.